# Caleb Deschanel
Pour les articles homonymes, voir Deschanel.
Caleb Deschanel [ˈkeɪləb ˌdeɪʃəˈnɛl] est un chef-opérateur et réalisateur franco-américain, né à Philadelphie (Pennsylvanie) le 21 septembre 1944.

## Biographie

### Carrière
Caleb Deschanel a plusieurs fois été nommé aux Oscars en sa qualité de directeur de la photographie : en 1983 pour le film L'Étoffe des héros, en 1984 pour le film The Natural, en 1996 pour le film L'Envolée sauvage, en 2000 pour le film The Patriot avec Mel Gibson et en 2004 pour le film La Passion du Christ également avec Mel Gibson.
Il est aussi le réalisateur de deux longs métrages et de quelques épisodes de séries télévisées.

### Famille
Caleb Deschanel est l'époux de l'actrice Mary Jo Deschanel et le père des actrices Zooey et Emily Deschanel.
Son père, Paul Jules Deschanel (à ne pas confondre avec l'ancien président de la République Paul Deschanel) est un Français né le 5 novembre 1906 à Oullins, dans le département du Rhône, et ayant émigré aux États-Unis en 1930.

## Filmographie sélective
En tant que chef-opérateur, sauf mention contraire.
- 1969 : Lanton Mills (court-métrage) de Terrence Malick
- 1971 : THX 1138 (THX1138) de George Lucas
- 1974 : Une femme sous influence (A Woman Under the Influence) de John Cassavetes
- 1979 : American Graffiti, la suite (More American Graffiti) de Bill L. Norton
- 1979 : L'Étalon noir (The Black Stallion) de Carroll Ballard
- 1979 : Bienvenue, mister Chance (Being There) d'Hal Ashby
- 1982 : The Escape Artist - également réalisateur
- 1983 : Rolling Stones (Let's Spend the Night Together) d'Hal Ashby
- 1983 : L'Étoffe des héros (The Right Stuff) de Philip Kaufman
- 1984 : Le Meilleur (The Natural) de Barry Levinson
- 1990-1991: Réalisateur de trois épisodes de la série télévisée Twin Peaks créée par David Lynch.
- 1996 : L'Envolée sauvage (Fly Away Home) de Carroll Ballard
- 1997 : Titanic de James Cameron (scènes à Halifax de nos jours)
- 2000 : The Patriot, le chemin de la liberté (The Patriot) de Roland Emmerich
- 2003 : Traqué (The Hunted) de William Friedkin
- 2003 : Prisonniers du temps (Timeline) de Richard Donner
- 2004 : La Passion du Christ de Mel Gibson
- 2008 : Killshot de John Madden
- 2011 : Dream House de Jim Sheridan
- 2011 : Killer Joe de William Friedkin
- 2012 : Abraham Lincoln, chasseur de vampires de Timur Bekmambetov
- 2012 : Jack Reacher de Christopher McQuarrie
- 2014 : Un amour d'hiver (Winter's Tale) d'Akiva Goldsman
- 2016 : L'Exception à la règle (Rules Don't Apply) de Warren Beatty
- 2017 : Rivales (Unforgetable) de Denise Di Novi
- 2019 : Le Roi lion (The Lion King) de Jon Favreau